# Carla Kihlstedt

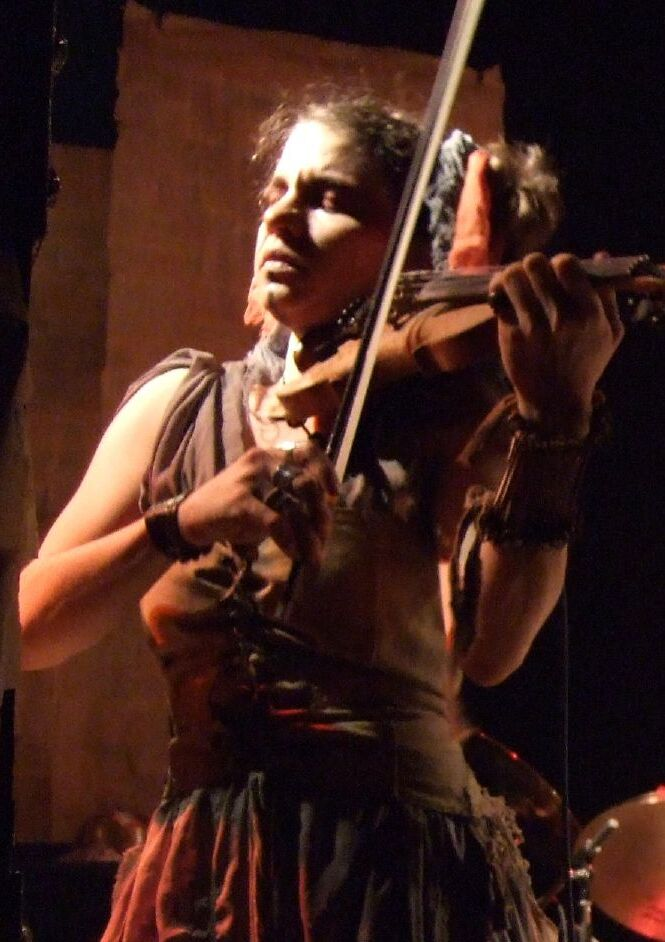
Carla Kihlstedt (2007)

Carla Kihlstedt (* 23. November 1971 in Lancaster, Pennsylvania) ist eine US-amerikanische Musikerin (Violine, auch Akkordeon, Piano, Zither und zahlreiche weitere Instrumente, Gesang, Komposition), die sich zwischen Folk, Artrock, Neuer Improvisationsmusik und Jazzcore bewegt.

## Leben und Wirken
Einige der Vorfahren von Carla Kihlstedt sind schwedischer Abstammung; die Schauspielerin Rya Kihlstedt ist ihre ältere Schwester. Sie begann bereits früh mit dem Geigenspiel und unterzog sich einer klassischen Ausbildung am Peabody Institute, in Oberlin und am San Francisco Conservatory. In Oberlin entwickelte sie eine Interesse an Improvisation und zeitgenössischer Musik. 1997 gründete sie gemeinsam mit Rob Burger und Mark Orton das Tin Hat Trio, aus dem – erweitert – dann Tin Hat wurde. Sie wurde auch Mitglied der Gruppen Charming Hostess, 2 Foot Yard, Sleepytime Gorilla Museum und Causing a Tiger, die jeweils unterschiedliche Stilistiken und Konzepte verfolgen. Im Duo mit der Pianistin Satoko Fujii gastierte sie 2010 auf dem Jazzfestival Saalfelden.
Kihlstedt schrieb Musik für Theater und Ballettensembles, aber auch für das Rova Saxophone Quartet (Pandæmonium). Komponisten wie Lisa Bielawa, Michael Fiday oder Jorge Liderman haben Werke für sie komponiert. Fred Frith holte sie in seine Gruppe Cosa Brava. Auch arbeitete sie mit John Zorn, Mr. Bungle, Tom Waits, Gino Robair, Jenny Scheinman, Dan Rathbun und vor allem ihrem Ehemann Matthias Bossi zusammen. Mit Bossi spielt sie in fast allen genannten Formationen zusammen und bildete mit ihm über die Jahre verschiedene song-orientierte Duo-Projekte.
Waren einige ihrer Alben zuvor ohne Plattenvertrag erschienen und selbst produziert und vertrieben worden, beschreiten Kihlstedt und Bossi seit Anfang 2012 mit Rabbit Rabbit Radio eine konsequente Internetpräsentation, die auch Subskriptionen für allmonatlich erscheinende Stücke anbietet, die mit ebenso selbstproduzierten Videoclips verbunden werden. Neben ihren Hauptinstrumenten Violine bzw. Schlagzeug singen beide und spielen alle weiteren Instrumente selbst ein. Vereinzelt kommen Gastmusiker hinzu (häufiger Jon Evans (Tori Amos) an Bass und Gitarre oder auch einmal Tony Levin).
Kihlstedt lehrt am New England Conservatory. 2007 kuratierte sie das Music Unlimited Festival in Wels.
2015 gewann sie in den Down Beat Kritiker-Polls in der Rising Star Kategorie.

## Diskographie
Siehe auch: Sleepytime Gorilla Museum, Charming Hostess
- Tin Hat Trio – Helium (Angel, 2000)
- mit Shazad Ismaily und Marika Hughes – 2 Foot Yard (Tzadik, 2003)
- Carla Kihlstedt und Shahzad Ismaily – Flying Low (Eigenvertrieb, 2004)
- Fred Frith, Stevie Wishart, Carla Kihlstedt – The Compass, Log, and Lead (Intakt, 2006)
- 2 Foot Yard – Borrowed Arms (Eigenvertrieb als Yard Work, 2007)
- Tin Hat (mit Ara Anderson, Ben Goldberg, Mark Orton, Zeena Parkins) – The Sad Machinery of Spring (Hannibal, 2008)
- Carla Kihlstedt, Matthias Bossi, Dan Rathbun – Ravish (and Other Tales for the Stage) (Twelve Cups, 2009)
- Rabbit Rabbit – Rabbit Rabbit Radio, Vol. 1 (Eigenvertrieb, 2013)
- ROVA Channeling Coltrane: Electric Ascension + Cleaning the Mirror (RogueArt, 2016)
- Trevor Dunns Trio Convulsant: Séances (2022)